# Cynegetis impunctata
Cynegetis impunctata este o specie de buburuză originară din Europa continentală. În Germania este cunoscută ca „Buburuza de iarbă” sau „Buburuza fără puncte”.

## Descriere
Adulții speciei au o lungime de 3 până la 4,5 mm, puternic bombate și de culoare ocru-brune. De obicei specia nu prezintă puncte, dar unele specimene au acest caracter (care poate varia în culoare de la brun spre maroniu-închis).

## Habitat
Această specie este găsită frecvent în luncile umede și în regiunile păduroase.

## Hrănire
Adulții și larvele sunt vegetarieni și polifagi și se hrănesc cu ierburi ca Elymus repens, Arrhenatherum elatius și Phalaris arundinacea.

## Răspândire
Specia se găsește în Austria, Belgia, partea nemuntoasă a Germaniei, Norvegia, Polonia, Suedia și în alte state, dar mai sporadic. Din anul 2012, specia nu se mai găsește în Insulele Britanice.